# Reje megállóhely
Reje megállóhely egy Szabolcs-Szatmár-Bereg vármegyei megállóhely Tiszadob telrpülésen. A MÁV üzemeltette. Jelenleg a vasúti forgalom szünetel.

## Vasútvonalak
A megállóhelyet az alábbi vasútvonalak érintik:
- Ohat-Pusztakócs–Görögszállás-vasútvonal

## Kapcsolódó állomások
A vasúti megállóhelyhez az alábbi állomások vannak a legközelebb:
- Újtikos megállóhely (Ohat-Pusztakócs–Görögszállás-vasútvonal)
- Tiszadob megállóhely (Ohat-Pusztakócs–Görögszállás-vasútvonal)

## Forgalom
A megállóhelyen és a rajta áthaladó vasútvonal egy szakaszán a vasúti forgalom 2009. december 13-a óta szünetel.

## Megközelítése
A megállóhely Tiszadobtól mintegy 3 és fél kilométerre, délkeletre helyezkedik el, közúti megközelítését a helyi Dohány utca teszi lehetővé.